# Флоріан Вільмсманн
Флоріан Вільмсманн (21 січня 1996 , Теґернзее, Баварія ) — німецький фристайліст, що спеціалізується на скікросі, призер чемпіонату світу.

## Олімпійські ігри
| Рік  | Місто                     | Скікрос |
| ---- | ------------------------- | ------- |
| 2018 | Пхьончхан, Південна Корея | 25      |
| 2022 | Пекін, Китай              | 21      |

## Чемпіонат світу
| Рік  | Місто                  | Скікрос |
| ---- | ---------------------- | ------- |
| 2017 | Сьєрра-Невада, Іспанія | DNF     |
| 2019 | Парк-Сіті, США         | 11      |
| 2021 | Ідре, Швеція           | 17      |
| 2023 | Бакуріані, Грузія      | 2       |

## Кубок світу
| Сезон   | Дата            | Місце проведення     | Дисципліна | Місце |
| ------- | --------------- | -------------------- | ---------- | ----- |
| 2018–19 | 16 лютого 2019  | Фельдберг, Німеччина | скікрос    | 2     |
| 2019–20 | 21 грудня 2019  | Сан-Кандідо, Італія  | скікрос    | 2     |
| 2020–21 | 20 грудня 2020  | Валь-Торанс, Франція | скікрос    | 3     |
| 2020–21 | 27 лютого 2021  | Бакуріані, Грузія    | скікрос    | 1     |
| 2020–21 | 21 березня 2021 | Везона, Швейцарія    | скікрос    | 1     |
| 2021–22 | 11 грудня 2021  | Валь-Торанс, Франція | скікрос    | 3     |
| 2021–22 | 15 січня 2022   | Накіска, Канада      | скікрос    | 2     |

Оновлення 19 лютого 2023.